# 所功
所 功（ところ いさお、1941年（昭和16年）12月12日 - ）は、日本の法学者、歴史学者、法制史学者。専門は日本法制史。学位は法学博士（慶應義塾大学・1986年）。京都産業大学名誉教授。公益財団法人モラロジー研究所教授（研究主幹）。麗澤大学比較文明文化研究センター客員教授。京都産業大学日本文化研究所客員教授。皇學館大学特別招聘教授。

## 来歴
岐阜県揖斐郡小島村野中（現・揖斐川町）生まれ。岐阜県立大垣北高等学校では稲川誠一の指導の下、歴史同好会を設立。1964年（昭和39年）に名古屋大学文学部史学科を卒業し、同年皇學館高等学校非常勤講師。1966年（昭和41年）に名古屋大学大学院文学研究科修士課程修了（文学修士・名古屋大学・1966年）。
1966年に皇學館大學助手となり、伊勢市宇治に移る。赤福餅から社史の執筆依頼を受け、『赤福のこと』として出版した。1969年（昭和44年）に皇學館大學専任講師、同年に京子と結婚。1972年（昭和47年）に同大学助教授。1975年（昭和50年）には文部省初等中等教育局教科書調査官に就任し、埼玉県朝霞市の公務員宿舎に移る。1981年（昭和56年）に京都産業大学教養部教授になり、1984年（昭和59年）に京都産業大学法学部教授となる。1986年（昭和61年）に法学博士（慶應義塾大学、学位論文「平安朝儀式書成立史の研究」）。1995年（平成7年）から2004年（平成16年）まで京都産業大学日本文化研究所所長を務め、2006年（平成18年）から藝林会代表に就任（前任の時野谷滋の急逝による）。2012年に京都産業大学を退職し名誉教授。同年より、麗澤大学客員教授、公益財団法人モラロジー研究所道徳科学研究センター研究主幹（教授）。

## 人物
- 上代・中世日本政治史・法制史を専門とし、平安時代から中世にかけての神社・祭祀の研究、皇室史関連の著述を多く刊行している。
- 國民會館正会員・監事[5]。

## 関連挿話
- 皇室関連儀式にあたり、NHKなどの報道特別番組で解説を務めた[6]。
- 2004年（平成16年）秋より靖國神社崇敬者総代。（父久雄は昭和18年に大東亜戦争で戦没）[7]

## 主な著書

### 単著
- 『三善清行』（吉川弘文館〈人物叢書〉、1970、新装版1989）
- 『伊勢の神宮』（新人物往来社、1973）／『伊勢神宮』（講談社学術文庫、1993）
- 『日本の年号 揺れ動く「元号」問題の原点』（雄山閣カルチャーブックス、1977）
  - 『年号の歴史 元号制度の史的研究』（雄山閣、1988、増補版1989）
- 『平安朝儀式書成立史の研究』（国書刊行会、1985）
- 『日本の祝祭日』（PHP研究所、1986）
- 『国旗・国歌の常識』（近藤出版社、1990／東京堂出版、1995）
- 『歴史に学ぶ―日本文化の再発見』（新人物往来社、1991）
  - 『日本歴史再考』（講談社学術文庫、1998）、改訂版
- 『皇室の伝統と日本文化』（廣池学園出版部、1996）
- 『京都の三大祭』（角川選書、1996／角川ソフィア文庫、2014）
- 『国旗・国歌と日本の教育』（モラロジー研究所、2000）
- 『宮廷儀式書成立史の再検討』（国書刊行会、2001）
- 『近現代の「女性天皇論」』（展転社新書、2001）
- 『靖國の祈り遙かに』（神社新報社、2002）、新書判
- 『天皇の人生儀礼』（小学館文庫、2002）
- 『菅原道真の実像』（臨川書店〈臨川選書〉、2002）
- 『「国民の祝日」の由来がわかる小事典』（PHP新書、2003）
- 『あの道この径 100話』（モラロジー研究所、2004）
- 『皇位継承のあり方－女性・母系天皇は可能か』（PHP新書、2006）
- 『歴代天皇の実像』（モラロジー研究所、2009）
- 『天皇の「まつりごと」』（日本放送出版協会〈生活人新書〉、2009）
- 『皇室に学ぶ徳育』（モラロジー研究所、2012）
英文題名「Lessons in Moral Education from the Imperial Household of Japan」
- 『皇室典範と女性宮家 なぜ皇族女子の宮家が必要か』（勉誠出版、2012）
- 『古希随想 歴史と共に七十年 付 略歴・著作目録』（歴研、2012）
- 『伊勢神宮と日本文化　式年遷宮“常若”の英知』（勉誠出版、2014）
- 『象徴天皇「高齢譲位」の真相』（ベスト新書、2017）
- 『近代大礼関係の基本史料集成』（国書刊行会、2018）
- 『日本学ひろば 88話』（コミニケ出版、2020）、随想集
- 『天皇の歴史と法制を見直す』（藤原書店、2023）
- 『「天皇学」入門ゼミナール』（藤原書店、2024）

### 監修・編著
- 『京都御所東山御文庫本 撰集秘記』（国書刊行会〈古代史料叢書〉、1980、新版1986）、翻刻・解説
- 『三代御記逸文集成』（国書刊行会〈古代史料叢書〉、1982）
- 和田英松 『官職要解』（講談社学術文庫、1983）、校訂・解説
- 坂本太郎 『日本歴史の特性』（講談社学術文庫、1986）、著者からの依頼で編・解説
- 和田英松註解 『建武年中行事註解』（講談社学術文庫、1989）、校訂・解説
- 『京都御所東山御文庫本 建武年中行事』（国書刊行会〈古代史料叢書〉、1990）、翻刻・解説
- 『皇位継承「儀式」宝典』（新人物往来社「別冊歴史読本」、1990）。同年に改訂版刊行
  - 『図説 天皇の儀礼－人生儀礼と皇位継承儀礼』（新人物往来社「別冊歴史読本」、2001）
「歴史読本」では、別冊の『図説 天皇の即位礼と大嘗祭』など、多くの関連特集に参与
- 白鳥庫吉『國史』（勉誠出版、1997、新版「国史」2015、勉誠文庫（上下） 2000）、副題：昭和天皇の教科書
- 杉浦重剛『教育勅語』（勉誠出版、2000、新版2002、改訂版2006ほか）、副題：昭和天皇の教科書
- 『名画にみる 国史の歩み』（近代出版社、2000）
- 『ようこそ靖國神社へ』（近代出版社、2000）、神社監修・オフィシャルガイドブック
  - 『新・ようこそ靖國神社へ』（近代出版社、2007）、デザインを一新した新版
- 『國書・逸文の研究』（所功先生還暦記念会編、臨川書店、2001）
- 『歴代天皇 知れば知るほど』（実業之日本社、2006）
- 『日本の宮家と女性宮家 女性宮家創設と皇位継承問題を解き明かす』（新人物往来社、2012）
- 『まんがと図解でわかる天皇のすべて 日本人なら知っておきたい天皇のお仕事と歴史が理解できる!』（宝島社、2012）
- 『『古事記』がよくわかる事典 日本はどのようにしてできたの? あらすじと解説で読む建国物語』（PHP研究所、2012）
- 『日本年号史大事典』（雄山閣、2014、普及版2017）、編者代表
- 『松陰から妹達への遺訓』（勉誠出版、2015）
- 所京子『ゆづりは　感謝をこめて』（歴研、2016）
- 杉浦重剛『倫理御進講草案抄』（勉誠出版、2016）、副題：昭和天皇の学ばれた「倫理」
- 『三善清行の遺文集成』（方丈堂出版、2018）、訓読解説
- 『「五箇条の御誓文」関係資料集成』（原書房<明治百年史叢書>、2019）
- 『昭和天皇の大御歌』（角川書店、2019）、副題：一首に込められた深き想い
- 『光格天皇関係絵図集成』（国書刊行会、2020）

### 共編著
- （加瀬英明・高森明勅）『皇室の伝統精神と即位礼・大嘗祭』（廣池学園出版部、1990）- 講演冊子
- （田中卓・大原康男・小堀桂一郎）『平成時代の幕開け―即位礼と大嘗祭を中心に』（新人物往来社、1990）
- （高橋紘）『皇位継承』（文春新書、1998、増訂版2018）、新書創刊の第一番
- 『皇室事典』（角川学芸出版、2009、増補版2019）、編集委員代表
  - 『皇室事典　制度と歴史』、各・改訂版
  - 『皇室事典　文化と生活』（角川ソフィア文庫、2019）
- （久禮旦雄・吉野健一）『元号 -年号から読み解く日本史』（文春新書、2018）
- （久禮旦雄・橋本富太郎・後藤真生）『皇位継承の歴史と廣池千九郎』（モラロジー研究所、2018）
- （久禮旦雄・吉野健一）『元号読本』（創元社、2019）

### 小冊子
- 『楠公の史蹟点描』（五典書院、1971）
- 『飯盒の遺書』（皇學館大学出版部、1973）
- 『天神さまと日本人』（熱田神宮庁、1980）
- 『日の丸・君が代の法制化と公教育の役割』（国民会館、1999）
- 『皇室典範と女帝問題の再検討』（国民会館、2002）
- 『神宮・皇室と日本人』（伊勢神宮崇敬会、2003）
- 『日本の建国と発展の原動力』（モラロジー研究所、2004）
- 『戦没者の慰霊と遺骨収集』（国民会館、2005）
- 『和気清麻呂公と護王神社』（護王神社、2006）
- 『「国民の祝日」の来歴検証と国際比較』（国民会館、2008）
- 『古希随想 歴史と共に七十年』（歴研〈自分史〉叢書、2012） 、退職記念にあたり発刊
- 『お伊勢さんの式年遷宮と廣池千九郎』（モラロジー研究所、2013）